# Lotta Love Lotta Love
「Lotta Love Lotta Love」（日语：ロッタラ ロッタラ）是日本的女子偶像組合Buono!的第5張單曲。2008年11月12日發售。發售公司是波麗佳音。

## 概要
- 初回限定盤是CD和DVD、通常盤是CD構成。初回限定盤和通常盤有活動參加抽選序號卡和Buono!原創閃卡（初回･通常不同的模式）封入。
- 「Lotta Love Lotta Love」的中心是嗣永桃子，而3人在舞蹈教學中也都有擔任中心部分。

## 收錄曲
1. ロッタラ ロッタラ 
（作詞：岩里祐穂、作曲：井上慎二郎、編曲：西川進）
『守護甜心!!心跳』片尾曲（2008年10月 - 2009年1月）
2. マイラブ 
（作詞：岩里祐穂、作曲・編曲：井上慎二郎）
3. ロッタラ ロッタラ (Instrumental)
4. マイラブ (Instrumental)

## 備註
1. ↑  . ナタリー. 2008-10-02  [2012-03-18]. （原始内容存档于2016-03-04）.
2. ↑  . ナタリー. 2008-10-22  [2012-03-18]. （原始内容存档于2016-03-04）.
3. ↑  . ナタリー. 2008-11-26  [2012-03-18]. （原始内容存档于2016-03-04）.

## 外部連結
- YouTube上的Buono! 『Lotta Love Lotta Love』 (MV)
- Buono!官方唱片 Archive.today的存檔，存档日期2009-05-02